# مورمور (فیلم)
مورمور (انگلیسی: Goosebumps) فیلمی در ژانر کمدی ،ترسناک ،ماجراجویی به کارگردانی راب لترمن است که در سال ۲۰۱۵ منتشر شد.
دنباله این فیلم با نام مورمور ۲: هالووین جن‌زده
ساخته شده است.

## داستان
مورمور از روی مجموعه کتاب‌های آر.ال. استاین با نام دایره وحشت ساخته شده است. داستان پسر نوجوانی را به نام زک را روایت می کند که به شهر جدید نقل مکان می کنند. در همسایگی آن ها آر.ال استاین به همراه دخترش هانا زندگی می کند. آر.ال دوست ندارد خودش و دخترش با کسی ارتباط داشته باشد. زک با دختر استاین آشنا می شود. شبی زک صدای جیغ دختر استاین را می شنود و با دوستش چمپ به خانه استاین می روند. در آنجا یکی از کتاب های دایره وحشت را باز می کنند و باعث می شود که شخصیت های درون کتاب از کتاب بیرون بیایند و همین اتفاق باعث به وجود آمدن دگرگونی هایی در دنیای انسان‌ها می‌شود.

## بازیگران و شخصیت‌ها
- جک بلک در نقش آر.ال. استاین[۶] خالق مجموعهٔ مورمور و پدر هانا.
  - جک بلک صداپیشهٔ اسلپی عروسک[۷]
  - جک بلک صداپیشهٔ برنت گرین
- دیلان مینت در نقش زک کوپر[۸] همسایهٔ جدید آر ال استاین.
- اودیا راش در نقش هانا استاین[۹] دختر آر ال استاین[۱۰]
- ایمی رایان در نقش گیل کوپر، مادر زک[۱۱]
- رایان لی چمپ، دوست جدید زک[۱۲]
- جیلیان بل در نقش لورن کنیرز، خالهٔ زک[۱۱]
- هالستون سیج در نقش تیلور[۱۳]
- کن مارینو مربی کار، معلم ورزش دبیرستان[۱۴]
- تیموتی سیمونز در نقش افسر استیونز[۱۵]
- آماندا لوند در نقش افسر بروکس[۱۵]
- استیون کروگر در نقش دیویدسون، دانش آموز محبوب دبیرستان[۱۶]
- کیت آرتور بولدن در نقش Principal Garrison
- آر.ال. استاین در نقش آقای جک بلک، معلم جدید تئاتر در دبیرستان مدیسون[۱۷]